# Okkert Brits
Okkert Brits (* 22. August 1973 in Uitenhage) ist ein ehemaliger südafrikanischer Stabhochspringer, der ab Mitte der 1990er Jahre zur Weltspitze gehörte. 
Seit Beginn seiner Karriere dominierte er auf dem afrikanischen Kontinent, wurde viermal Afrikameister (1992, 1993, 1998, 2006) und siegte zweimal bei den Panafrikanischen Spielen (1995 und 1999). Seine Bestmarke von 6,03 Metern, erzielt am 18. August 1995 in Köln, ist Kontinentalrekord.
1995 wurde er bei den Hallenweltmeisterschaften in Barcelona mit 5,75 m Dritter und bei den Weltmeisterschaften in Göteborg Vierter mit 5,80 m, im darauffolgenden Jahr scheiterte er allerdings bei den Olympischen Spielen in Atlanta in der Qualifikation. Vier Jahre später, bei den Spielen in Sydney, kam er auf den siebten Platz.
Bei den Commonwealth Games 2002 gewann er Gold. Im Januar 2003 wurde Brits positiv auf das Dopingmittel Ephedrin getestet. Weil es sein Erstverstoß mit Stimulanzien war, wurde er verwarnt und nicht gesperrt. Bei den Weltmeisterschaften im August desselben Jahres gewann er Silber, bei den Olympischen Spielen 2004 in Athen kam er nicht über die Qualifikation hinaus.
Okkert Brits hatte bei einer Größe von 1,98 m ein Wettkampfgewicht von 84 kg. Er ist seit 2003 verheiratet und hat zwei Kinder.